# Carlos Robles Lucena
Carlos Robles Lucena (Terrassa, 1977) és un escriptor, professor i crític cultural.
Ha estat reconegut amb la beca Montserrat Roig de creació literària en el marc Barcelona Ciutat de Literatura Unesco. A més, ha estat cofundador i coeditor dels fanzines Sedhante i Hebdomadario i en l'actualitat codirigeix la revista de literatura Kopek. També ha estat editor de l'antologia El paraíso imperfecto de Augusto Monterroso.

## Obres
- No pregunten por Gagarin (Témenos Edicions, 2014).[1]
- Cerbantes Park (Navona, 2022).[5][6]